# Harley Benton
Harley Benton is een merknaam waaronder Thomann sinds 1999 muziekinstrumenten verkoopt. De lijn bestaat vooral uit gitaren, basgitaren en aanverwante producten. De gitaren worden in Azië geproduceerd naar specificaties van Harley Benton. In 2019 kreeg Harley Benton een eigen website om zich ook buiten Europa en buiten de webwinkel van Thomann om sterker te profileren. Het merk staat onder leiding van Oliver Schwung, ex product manager van Fender Europe.

## Producten

### Gitaren en basgitaren
Het grootste deel van de productlijn bestaat uit gitaren, basgitaren en versterkers. De beschikbare modellen zijn veelal goedkope kopieën van en varianten op bekende gitaarmodellen zoals Gibson Les Paul of Fender Stratocaster met een kleine variatie in de vormgeving om het patentrecht niet te schenden.
De beginnersgitaren zijn goedkope gitaren van goedkopere houtsoorten, hoewel er ook goed klankhout wordt gebruikt. Zo zijn de naturel basgitaren gemaakt van Amerikaanse es (Fraxinus americana) en wordt ook populierenhout toegepast. Duurdere modellen zijn gebouwd van betere houtsoorten en kwalitatief betere componenten van Grover, Gotoh, Wilkinson en Roswell.
In 2019 werd ook een lijn akoestische gitaren in het middensegment geïntroduceerd. Een aantal modellen is volledig van massief hout gebouwd.

#### HP42
Harley Benton kwam in april 2019 ook met een signature-gitaar op de markt. De emerald/paarse Harley Benton HP42 werd naar specificaties van YouTube-ster Henning Pauly ontworpen en is in eerste instantie in een beperkte oplage van 42 stuks uitgebracht. Kopers moesten worden ingeloot om een exemplaar te kunnen aanschaffen. Een gelimiteerde uitvoering in het grijs (de “Oupsie”, een afwijkend prototype voor de serieproductie waarvan er 60 in plaats van slechts een werden geleverd, kwam een paar maanden later uit. In november 2019 kwam een serieproductiemodel uit waarbij het belangrijkste verschil t.o.v. de eerste uitvoering is, dat de elementen zwart in plaats van paars zijn. Verder kwam het ingelegde HP42 logo te vervallen en kwamen er positiestippen op de toets Op verzoek van Pauly heeft Harley Benton een nieuw merklogo ontworpen dat ook op andere nieuwe modellen wordt gebruikt.
Henning Pauly maakte vanaf 2013 de effectpedalen en gitaren van Harley Benton populair door zijn demonstratievideo’s - van hogere kwaliteit dan toen gebruikelijk was - op zijn YouTube-kanaal te plaatsen. Ook zijn eigen, toen nog kleine, Youtubekanaal begon door deze demonstraties snel aan significantie te winnen.

### Gitaarversterkers en effectpedalen
De versterkers zijn verkrijgbaar als transistor- en buizenversterkers. De buizenversterkers zijn erg populair geworden op kleine moddingcommunities op het internet.
De effectpedalen zijn re-brands van merken als Joyo en GLX. Deze zijn populair door hun lage prijzen. De Harley Benton pedalen worden 15 tot 20 euro goedkoper dan exact de zelfde pedalen met de merknaam Joyo verkocht. Ook de overdrivepedalen worden graag gemodificeerd hoewel dat niet met alle pedalen uit de lijn mogelijk is.
Ook heeft Harley Benton een serie luidsprekerkabinetten voor gitaar op de markt waarin Celestion V30-speakers zitten. Opvallend: de kabinetten zijn goedkoper dan de losse luidspreker.

### Overige instrumenten
Andere instrumenten die verkocht worden onder de merknaam Harley Benton zijn Hawaï-gitaren, banjo's, ukeleles, (elektrische) violen en elektrische cellos.

### Andere producten
Harley Benton produceert ook accessoires zoals snaren, snoeren, en plectrums.

## Productie
De productie vindt plaats bij fabrieken in diverse Aziatische landen waaronder OEM-fabrikant Saein, die ook producten voor Ibanez, Epiphone en Peavey maakt.
Een aantal producten zijn rebrands zoals de Harley Benton GA5 valve combo, die oorspronkelijk geproduceerd werd onder de naam Epiphone Valve Junior combo 2 en de effectpedalen die rebrands zijn van Biyang, Joyo, Eleca en GLX. Ook werd een lijn twee-in-een pedalen uitgebracht met daarin dezelfde printplaten die eerder in enkelvoudige mini-pedalen van Mooer zaten.